# Оутс, Томас
Сэр Томас Оутс (англ. Sir Thomas Oates, CMG, OBE; 1917 — 28 июня 2015, графство Корнуолл, Великобритания) — британский колониальный и государственный деятель, губернатор острова Святой Елены (1971—1976).

## Биография
Окончил кембриджский Тринити-колледж.
Служил в колониальной администрации Нигерии, советником британской делегации на Генеральной Ассамблее ООН. финансовым секретарем в администрации Британского Гондураса, заместителем Верховного комиссара в Адене и
заместителем губернатора Гибралтара.
В 1971—1976 гг. — губернатор острова Святой Елены. На этом посту инициировал ряд крупных социальных и инфраструктурных проектов. Также был активным сторонником национализации местного предприятия по производству Solomon &Co. Издал специальный указ о запрещении въезда на остров Джорджа Энтони Дилана Торнтон, бывшего руководителем этой компании.